# Szíria vasúti közlekedése
Szíria vasúthálózatának hossza 2750 km, ebből 2423 km normál (1435 mm) nyomtávú, 327 km pedig keskeny (1050 mm) nyomtávú. Nemzeti vasúttársasága a Chemins de Fer Syriens. Az ország első vasútvonala 1895-ben nyílt meg Damaszkusz és Bejrút között, 1050 mm-es nyomtávolsággal. Az országban két városban is volt villamosközlekedés, de mindkettő megszűnt 1967-ben.

## Vasúti kapcsolata más országokkal
- Irak - igen[1]
- Palesztina - megszűnt
- Jordánia - igen, 2005-ig 1050 mm-es nyomtávval, 2005-től normál nyomtávú kapcsolat épült[1]
- Libanon - megszűnt az 1970-es években
- Törökország - igen[2]
- Izrael - megszűnt, eltérő nyomtávolság

## Járművek
A Szír Vasutak tulajdonában az alábbi dízelmozdonyokkal és dízelmotorvonatok voltak 2010-ben:.
| Sorozat | Tengelyelrendezés | Darabszám | Forgalomba állás | Teljesítmény (kW) | Max. sebesség (km/h) | Megjegyzés             |
| ------- | ----------------- | --------- | ---------------- | ----------------- | -------------------- | ---------------------- |
| CFS 001 | Co'Co'            | 11        | 1973             | 883               | 100                  | Tolatómozdony          |
| CFS 100 | Bo'Bo'            | 9         | 1968             | 478               |                      | Tolatómozdony          |
| CFS 200 | Co'Co'            | 77        | 1982             | 2058              | 100                  | Orosz mozdony          |
| CFS 300 | Co'Co'            | 30        | 1976             | 1323              |                      | Amerikai mozdony       |
| CFS 500 | Co'Co'            | 25        | 1982             | 1102              |                      |                        |
| CFS 600 | Bo'Bo'            | 30        | 1999             | 2352              | 120                  | Alstom Prima           |
| CFS 700 | Co'Co'            | 0         | 1982             | 100               |                      |                        |
| CFS ?   | DMU-5             | 10        | 2006             | 1680              | 120 / 160            | Rotem dízel motorvonat |